# Alnwick Castle
Alnwick Castle er et slot i Alnwick i det engelske county Northumberland. Det er sæde for hertugen af Northumberland og blev bygget efter den normanniske erobring af England. Siden er det  renoveret, udbygget og forbedret flere gange. Det er en Grade I listed building og i 2012 besøgte mere end 800.000 personer slottet.

## Historie
Alnwick Castle bevogter en vej, der krydser floden Aln. Yves de Vescy, Baron af Alnwick, opførte de første dele af slottet omkring 1096. Slottet bliver nævnt første gang i 1136, hvor det blev overtaget af kong David 1. af Skotland. Det blev beskrevet som "meget stærk". Det blev belejret i 1172 og igen i 1174 af Vilhelm, konge af Skotland og William blev taget til fange inden for murene under Slaget ved Alnwick. Eustace de Vesci, lord af Alnwick, blev beskyldt for at planlægge kup mod kong John i 1212 sammen med Robert Fitzwalter. Som svar beordrede John, at Alnwick Castle og Baynard's Castle skulle rives ned (sidstnævnte var Fitzwalters fæstning); men ordren blev aldrig udført på Alnwick.
Da Vescy-familien uddøde, blev Alnwick Castle og det tilhørende gods overdraget til Antony Bek som var Biskop af Durham. Percy-familien nød godt af Englands krige med Skotland gennem Henrik Percy, 1. Baron Percy (1273–1314), og det øgede familiens status i Nordengland. I 1309 købte han baroniet Alnwick af Bek, og det har været ejet af Percy-familien, jarlerne og senere hertugerne af Northumberland lige siden. Stenfæstningen, som Henrik Percy købte, var en beskeden bygning, men lige efter købet, begyndte han at udbygge den. Selvom han ikke levede længe nok til at se den færdigbygget, gjorde hans om- og udbygninger Alnwick til en stor fæstning ved den skotsk-engelske grænse. Hans søn, Henrik (1299–1352), fortsatte byggeriet. Abbot's Tower, den midterste portbygning og Constable's Tower er alle fra denne periode og bevaret. Arbejdet på Alnwick Castle balancerede mellem militære krav og familiens krav til en residens. Det satte standarden for renoveringer af slotte i 1300-tallet i Nordengland; adskillige befæstede herregårde og borge i området, der bliver betragtet som "omfattende, overdådige [og] teatralske", stammer fra denne periode. Bl.a. Bamburgh og Raby. I 1345 anskaffede Percys Warkworth Castle, der ligeledes ligger i Northumberland. Selvom Alnwick blev betragtet som mere prestigefuldt, blev Warkworth familiens foretrukne residens.
Percy-familien var magtfulde borgherrer i Nordengland. Henrik Percy, 1. jarl af Northumberland (1341–1408) gjorde oprør mod kong Richard 2. og hjalp med at sætte ham af tronen. Jarlen gjorde senere oprør mod kong Henrik 4., og efter kongen havde besejret jarlen i slaget ved Shrewsbury, jagtede kongen ham mod nord tilbage til Alnwick. Slottet overgav sig efter truslen af et bombardement i 1403.
Under rosekrigene blev slottet med jævne mellemrum involveret i slag og konflikter blev generelt baseret på åbne slag. Alnwick var det ene af tre slotte, som Huset Lancaster havde i 1461 og 1462, og det var her at det "eneste praktiske forsvar af en privat borg" fandt sted ifølge militærhistoriker D. J. Cathcart King. Det blev holdt mod kong Edvard til det overgav sig i midten af september 1461 efter Slaget ved Towton. Det blev generobret af sir William Tailboys, og om vinteren overgav han det til Hastings sir John Howard og sir Ralph Grey of Heton i slutningen af juli 1462. Grey blev udnævnt til kaptajn, men overgav sig efter en stærk belejring i begyndelsen af efteråret. Kong Edvard svarede handlekraftigt igen, da jarlen af Warwick ankom i november, og dronning Margaret og hendes franske rådgiver, Pierre de Brézé blev tvunget til at sejle til Skotland efter hjælp. De organiserede hovedsageligt skotske hjælpetropper, der under George Douglas, 4. jarl af Angus og de Brézé, drog afsted den 22. november. Warwicks hær, der blev ledet af den erfarne jarl af Kent og den nyligt benådede Lord Scales forhindrede nyhederne om at nå frem til de sultende garnisoner. Som et resultat heraf accepterede Bamburgh og Dunstanburgh snart efter vilkårene og overgav sig. Hungerford og Whittingham holdt Alnwick indtil Warwick blev tvunget til at trække sig tilbage da de Breze og Angus ankom den 5. januar 1463.
Lacasterfolkende mistede deres change for at bringe Warwick i kamp, og var i stedet tilfredse med at trække sig tilbage, og de efterlod kun en symbolsk styrke på slottet, som overgav sig den næste dag.
I maj 1463 kom Alnwick på Huset Lancasters hænder for tredje gang siden slaget ved Towton, da det blev forrådt af Grey of Heton der snød sin kommandør, Sir John Astley. Astley blev fængslet og Hungerford overtog atter kommandoen.
Efter Montagus sejr ved Hedgeley Moor og Hexham i 1464 ankom Warwick til Alnwick den 23. juni, og dagen efter havde slottet overgivet sig.
Efter henrretlsen af Thomas Percy, 7. jarl af Northumberland, i 1572 blev Alnwick Castle efterladt ubeboet. I anden halvdel af 1700-tallet udførte Robert Adam mange ændringer. Interiøret er var i en Strawberry Hill gotisk stil, der ikke er almindeligt i hans arbejde, som normalt var nyklassicistisk.
I 1800-tallet erstattede Algernon, 4. hertug af Northumberland meget af Adamas arkitektur. I stedet betalte han Anthony Salvin £250.000 mellem 1854 og 1865 for at fjerne de gotiske modifikationer og andet arkitektonisk arbejder, der var blevet udført. Salvin er hovedsageligt ansvarlig forkøkkenet, Prudhoe Tower, den statelige bolig og layoutet i den indre borggård. Ifølge den officielle hjemmeside består en stor del af Adams arbejde endnnu, men kun ganske lidt finde i det værelser og rum, som vises til publikum, der blev dekoreret på ny i en italiensk stil under victoriatiden af Luigi Canina.

### Moderne brug
Den nuværende hertug og hans familie bor på slottet, men bruger kun en del af det. Slottet er åbent for offentligheden henover sommeren. Efter Windsor Castle er Alnwick det næststørste beboede slot i England. Alnwick er det tiende mest besøgte country house i England ifølge Historic Houses Association, med 195.504 besøgende i 2006.
Siden anden verdenskrig er slottet blev brugt af forskellige uddannelsesinstitutioner; først af Newcastle upon Tyne Church High School; herefter som Alnwick College of Education fra 1945 til 1977, som læreruddannelses college; og siden 1981 af St. Cloud State University fra Minnesota som en campus som en del af deres internationale studieprogram.
Særlige udstillinger findes i tre af slottets ydre tårne. I Postern Tower har udover en udstilling om hertugerne af Northumberland og deres interesse i arkæologi også fresko fra Pompeii, relikvieer fra oldtidens Egypten og romersk britiske genstande. Constable's Tower indeholder en militærudstilling som bl.a. Percy Tenantry Volunteers, lokale soldater der gjorde oprør mod Napoleons planlagte invasion i perioden 1798–1814. Abbot's Tower huser Regimental Museum of the Royal Northumberland Fusiliers.
Der er sket en øget offentlig interesse for Alnwick Castle efter slottet blev brugt som både eksteriør og interiør som Hogwarts i Harry Potter-filmene. Brugen af slottet i den første film var med til at skabe et alment billede af, hvordan Hogwarts så ud i den brede offentlighed. Slottet er meget velbevaret i forhold til de fleste andre, der står som ruiner der ikke er egnede som beboelse.

## Konstruktion
Floden Aln går forbi på den nordlige side af slottet. Mod syd og øst er der en stejl kløft, der afskærer slottet og byen. I 1100-tallet fik Alnwick Castle fået den overordnede opbygning og layout, som også findes i dag. Det er et af de tidligste slotte i england, som er bygget uden et kvadratrisk keep. Slottet består af to ringe af bygninger. Den indre ring ligger omkring en lille borggård, og har de primære rum. Denne konsturktion ligger på en stor bailey. Da den centrale del ikke var stor nok til de bygninger, som man ønskede i de senere århundrede, blev en lang række af disse opført langs sydmuren på baileyen. Disse to hovedområder med beboelse er forbundet med en bygning. Der er opført tårne med regelmæssige mellemrum langs murene på den ydre bailey. Omkring en sjettedel af baileymurene er blevet reduceret til tæt på jordhøjde, på baileysiden for at åbne for udsigt mod parken. Stalde og servicebygninger ligger uden for baileyen, og disse har ikke eksisteret mens slottet har haft en militær funktion.
Alnwick Castle har to parker. Umiddelbart nord for slottet ligger en relativlt lille park langs Aln, som er blevet anlagt af Lancelot Brown ("Capability Brown") og Thomas Call i 1700-tallet, og den er kendt under navnet The Pastures. Nærved ligger den meget større Hulne Park, som indeholder ruinerne af Hulne Priory.
Slottet er i god stand, og bruges til mange forskellige formål. Det er hjem for den nuværende hertug og hans familie, og bruges som kontor for Northumberland Estates, der varetager hertugens store landbrug og mange ejendomme.
Alnwicks kreneleringer er dekoreret med udskårne figurer fra omkring 1300. Historikeren Matthew Johnson har kommenteret, at der på dette tidspunkt var adskillige slotte i Nordengland med lignende dekorationer, som bl.a. Bothal, Lumley og Raby Castle.

## Alnwick Garden
Ved siden af slottet har Jane Percy, hertuginde af Northumberland, etableret Alnwick Garden, der er et parkanlæg med en kaskadefontæne i midten. Det har kostet omkring £42 millioner at anlægge. Haven tilhører en selvstændig velgørenhedsfond, der ikke har forbindelse til Northumberland Estates, men hertugen af Northumberland donerede 17 hektar og £9 millioner til projektet. Haven er tegnet af Jacques Wirtz og Peter Wirtz fra Wirtz International i Schoten i Belgien. Den første fase åbnede i oktober 2001 med anlæg af fontænen og de første planter og bede i haven. I 2004 blev der bygget et 550 m2 stort træhus-kompleks i en række store træer. Anlægget omfatter en cafe, og træhuset er blandt de største i verden.
I februar 2005 åbnede en gifthave med en lang række giftige planter som cannabis og opiumvalmue. I maj 2006 åbnede en pavillon og et besøgscenter af sir Michael Hopkins og Buro Happold til omkring 1.000 mennesker. I 2011 var der stadig flere områder som ikke var gjort færdige.

## Filmlokation
Alnwick Castle har været brugt i mange film- og tv-produktioner.
Films
- 1954 Prince Valiant
- 1964 Becket
- 1971 Mary, Queen of Scots
- 1979 The Spaceman and King Arthur
- 1982 Ivanhoe, med Anthony Andrews og James Mason
- 1990 eller 1991 The Timekeeper
- 1991 Robin Hood – Den Fredløse
- 1998 Monk Dawson
- 1998 Elizabeth
- 2001 Harry Potter og De Vises Sten
- 2002 Harry Potter og Hemmelighedernes Kammer
- 2010 Robin Hood, instrueret af Ridley Scott
- 2017 Transformers: The Last Knight, instrueret af Michael Bay

Fjernsyn
- 1983 The Black Adder
- 1984–86 Robin of Sherwood
- 1991 Star Trek: The Next Generation
- 1995 Antiques Roadshow
- 1995 The Fast Show
- 2005 The Virgin Queen.
- 2009 Dickinson's Real Deal
- 2011 Red or Black?
- 2012 Flog It!
- 2012 The Hollow Crown
- 2014/2015 Downton Abbey[25]